# Божић у Србији
Српска божићна традиција представљају обичаји Срба везани за Божић и период који га обухвата, између треће недеље пре Божића и Богојављења. Много је сложених традиција повезаних са овим периодом. Они се разликују од места до места, а у многим областима су прилагођени како би одговарали модерном животу. Српски назив за Божић је деминутивни облик речи бог, а може се превести као „млади бог“. Божић се празнује три дана узастопно, почев од Бадњег дана, који Срби називају првим даном Божића. Ових дана треба поздравити другу особу речима „Христос се роди“, на шта треба одговорити „Ваистину се роди“.

## Бадњи дан
Српски назив за Бадњи дан током дана је Бадњи дан. После заласка сунца постаје Бадње вече. На тај дан породица се припрема за предстојећу прославу. Вечера на овај дан је свечана, обилна и разноврсна, иако се припрема у складу са правилима поста.

### Бадњак
Бадњак је храстова цепаница или грана која се уноси у кућу и ставља на ватру на Бадње вече. Постоје многе регионалне варијације око обичаја и пракси повезаних са бадњаком.
Рано ујутру глава сваке породице, обично у пратњи неколико мушких рођака, бира и обара дрво са којег ће се исећи део за њихово домаћинство. Група најављује свој одлазак пуцањем из пушака или прангија. Цер је најпопуларнија врста дрвета која се бира у већини региона, али се бирају и други храстови, или ређе друге врсте дрвета. Углавном свако домаћинство спрема по један бадњак, мада се у неким крајевима сече више.
Када глава домаћинства нађе одговарајуће дрво, стане испред њега окренут према истоку. Након што је бацио жито на дрво, поздравља га речима „Добро јутро и срећан ти Бадњи дан“, крсти се, изговара молитву и целива дрво. Затим га косо сече на источној страни, користећи секиру. Дрво треба да пада на исток, неометано околним дрвећем. Његов врх се уклања, остављајући бадњак такве дужине да се може носити на рамену, до око 2,5m дугачак. Када уђе у дом, сваки бадњак се усправно наслони на кућу поред улазних врата. У неким крајевима бадњак се исече на три дела.
Увече у кућу унесе њихов бадњак. Ако бадњака има више, дебљи се сматра главним и први се уноси. Прешавши праг, десном ногом напред, човек поздравља своју окупљену породицу речима „Добро вече и срећно вам Бадње вече“. Домаћица га поздравља говорећи „Нека ти Бог да благостање и нека ти је са срећом“, или „Срећно теби, и заједно са тобом још много година [да будемо]“, или слично, пре него што баци жито из сита на човека и бадњак који носи.
По уласку у кућу човек прилази огњишту које је слично логорској ватри по томе што нема окомито окружење. Полаже бадњак на ватру и помера га мало напред, да би донео благостање укућанима. Све остале делове бадњака уносе други мушкарци и полажу на ватру паралелно или окомито на прву. Домаћин узима крчаг вина и сипа на бадњак; у неким крајевима може да посипа зрна пшенице преко бадњака. Затим држи здравицу : „Дај, Боже, да у овом дому буде здравља и радости, да нам жито и лоза добро роде, да нам се деца здрава рађају, да нам се имање увећа у њиви, тору и штали." или слично. Глава куће пије вино из бокала, након чега се даје осталим укућанима. Када се бадњак запалио, неке породице пуштају ватру да се угаси, док у другим мушкарци ноћу у сменама чувају стражу да бадњак гори.
Друга врста бадњака која се развила код Срба углавном је заменила традиционално дрво, чије је паљење обично неизводљиво у савременим домовима. То је скуп храстових гранчица са још увек причвршћеним смеђим листовима, којима се у предвечерје украшава дом. Овај грозд се назива и бадњак и обично се чува у дому до следећег Бадњег дана. Због погодности оних који живе у градовима, такви мали бадњаци се могу купити на пијацама или поделити у црквама. У заједничком распореду, грозд храстових гранчица је повезан са гранчицама дрена и неколико стабљика сламе.
Српска православна црква од раних 90-их година двадесетог века, заједно са месним заједницама, организује народне прославе на Бадње вече. Обично постоје три елемента таквих прослава: припрема, ритуал и свечаност. Припрема се састоји у сечењу дрвета за бадњак, одношењу у порту и припремању пића и хране за окупљене парохијане. Ритуал обухвата Вечерње, стављање бадњака на ватру запаљену у порти цркве, благосиљање или освећење бадњака и пригодан програм са песмом и рециталима. У неким парохијама ватра на којој се спаљује бадњак не ложи се у порти цркве већ на неком другом погодном месту у њиховом граду или селу. Фешта се састоји од окупљања око ватре и дружења. Свака посебна прослава има своје специфичне особине које одражавају традицију локалне заједнице.

### Божићна слама
Одмах по уношењу бадњака, или непосредно пре тога, по поду се простире слама. Слама се обично уноси уз исте поздраве и бацање жита као и бадњак. Онај ко га шири може да имитира кокошку која куцка и зове своје пилиће „Кво, кво, кво“, а деца из породице имитирају пилиће „Пију, пију, пију“. Уобичајен обичај је да се по слами разбаца шака ораха.
У песми Петра II Петровића-Његоша Горски вијенац, чија се радња одвија у Црној Гори 18. века, празнична атмосфера на Бадње вече описана је речима игумана Стефана, главног јунака песме:
| Ватра плама боље него игда,прострта је слама испод огња,прекрштени на огњу бадњаци; пушке пучу, врете се пецива, гусле гуде, а кола пјевају, с унучају ђедови играју, по три паса врте се у кола, све би река једногодишњици; све радости дивном уређено, а што ми се највише допада, што свачему треба здравити! |

### Вечера за Бадње вече
Када се бадњак и слама унесу у кућу, може почети вечера за Бадње вече. Старешина се крсти, пали свећу и кади целу кућу. У неким крајевима постоји обичај да он онда изађе у двориште, назове штеточине по имену (нпр. вукове, лисице и јастребове) и своје личне непријатеље, позивајући их: „Дођите на вечеру сада и за годину дана, ако Бог да“. Ово је намењено заштити домаћинства од њих годину дана.
До почетка 20. века у Пиротском округу, југоисточна Србија, глава домаћинства је излазио на своју дрваницу, где би позивао Немца — мушко митолошко биће повезано са доношењем кише и града. Са собом би понео погачу звану срећа, припремљену посебно за овај ритуал, ракију, вино и воштану свећу. Код гомиле дрва би три пута викнуо: „Немце, Немце, где год да си, дођи одмах на вечеру, а лети не дај да ти нигде видим очи!“ Затим би запалио свећу, попио гутљај ракије, пробао хлеб, попио вино и вратио се својој кући. Упитан шта се десило са Германом, одговарао је: „Дошао је, па смо вечерали и попили обилно ракије и вина, а онда смо се растали“. Овај ритуал је имао за циљ да спречи летње олује са градом.
Пре сервирања трпеза се посипа танким слојем сламе и покрије белом крпом. Чланови породице седају за сто. Пре него што се сместе, сви устају и међу њима човек или дечак изговара молитву, или заједно певају Тропар Рођења Христовог на црквенословенском језику :
|  | Рођење твоје, Христе Боже наш, осванула је светлост знања на земљи. Јер рођењем Твојим они који су се клањали звездама учила је звезда да се клањам Теби, Сунцу правде, и да упознам Тебе, Оријент одозго. Господе, слава Теби. |

Будући да је Бадње вече дан поста, вечера се припрема у складу са тим, али је обилна и разноврсна у храни. Осим округлог бесквасног хлеба бадњачког колача и соли, који су неопходни, овај оброк може да садржи печену рибу, кувани пасуљ, кисели купус, резанци са млевеним орасима, мед и вино. Некада се у неким селима служио на врећи испуњеној сламом, а породица је седела око ње на поду. У сјевернодалматинском крају Буковица дио хране који је остао након вечере стављао се на лонац и одвозио на ђубриште. Вук је тамо позван на вечеру, „Вуче мој драги, не кољи ми овце, ево ти крупице! Ево ти твоје, а моје остави на миру!“ 
После вечере, млади посећују своје пријатеље, од којих се група може окупити у кући једног од њих. Старији приповедају приче из давних времена. Певају се божићне песме у којима се Божић третира као мушка личност.
У Банату је обичај да после Бадње вечере групе деце иду од куће до куће свог краја и певају комшијама. Овај обичај се зове коринђање, а деца која у њему учествују зову се коринђаши. Куцају на комшијина врата или звоне на врата; када комшија изађе поздрављају га и питају да ли смеју да певају. Ако је одговор потврдан, певају песму за децу или тропар Христовог рођења. За награду комшија им даје бомбоне или чак новац; традиционалнији поклони укључују орахе, суве шљиве, јабуке и колаче. Не само да српска деца могу да буду коринђаши, већ и румунска и мађарска.
У централној Србији, када укућани легну на спавање, старија жена из породице забија нож у кућна врата изнутра. Алтернативно, она ставља колац од глога поред врата, окачивши на њега венац од белог лука. Ово се ради као заштита од клетви, вештица и демона. Из истог разлога, деца се пре спавања трљају белим луком на дланове, пазухе и табане. У неким крајевима, мушкарци у сменама чувају огњиште током ноћи, како би ватра горела.

## Божић
На Божић славље се у зору најављује црквеним звонима, пуцњавом и прангијама. Глава и део породице иду у цркву да присуствују јутарњој литургији. Нико не сме ништа да једе пре него што проба просфору, коју носилац дома доноси из цркве за оне који остану код куће да ураде јутарње послове у домаћинству.
Срби пореклом из словеначког краја Бела Крањска традиционално се труде да на овај дан виде само здраве и напредне људе. Срби из округа Темиш у Румунији су још од међуратног периода усвојили обичај да у својим домовима подижу јелку, коју зову крисиндла, по немачком Цхристкиндлу.

### Полажајник
Полажајник, полаженик, подлазник, полазник, походник, или радован, је прва особа која посећује породицу на Бадњи дан. Ова посета може бити случајна или унапред договорена. Људи очекују да ће то донети просперитет и благостање њиховом домаћинству у наредној години. Породица често унапред бира мушкарца или дечака и договори да их посети на Божић ујутру. Ако се то покаже као срећа за породицу, он је поново позван следеће године да буде полажајник. Ако не, поручују му да више не долази у том својству.
Полажајник ступа у кућу прво десном ногом, поздрављајући окупљену породицу „Христос се роди, срећан Божић“. У рукавици носи жито које истреса пред прагом, или баца на укућане. Они одговарају са „Ваистину се роди“ и бацају жито на полажајника. Затим прилази огњишту, узима жарач или грану и више пута удара у запаљени бадњак да би из њега полетеле варнице. У исто време он изговара ове речи (или сличне):
| Колико варница, толико се среће у овој кући. Колико варница, толико у кућном џепу новца. Колико варница, толико у тору оваца. Колико варница, толико прасади и јагањаца. Колико варница, толико гусака и пилади, а највише здраља и весеља. |

Рекавши то, помери дрво мало напред и баци новчић у ватру. Домаћица ставља полазнику на леђа вунено ћебе, и седи га на ниску столицу поред огњишта. У тренутку када седне, покушавају да повуку сточић испод њега, као да га натерају да падне на под. Полазник излази у двориште и баца жито у круг направљен од ужета којим је везана божићна слама, дозивајући кокошке. Када се окупе, он хвата петла, коме он или глава домаћина на прагу куће одсече главу. Петао ће се пећи на дрвеном ражњу у оквиру божићне вечере. Полазник најчешће остаје на вечери са породицом. Добија поклон у виду округле торте са уграђеним новчићем и пешкир, кошуљу, чарапе или неку другу корисну ствар.
Обичај да се домаћа животиња користи као полазник задржао се у неким крајевима све до прве половине 20. века. Овцу, вола, свињу или теле уводили су у кућу на Божић ујутро. У западносрпској области Рађевина, са центром у граду Крупњу, главар би стављао овцу између себе и огњишта и изговарао поменуте речи ударајући у бадњак одсеченом граном. У региону Бихора, сјевероисточна Црна Гора, припремала се округла погача са рупом у средини; у њену површину дуж два међусобно окомита пречника векне утиснута су четири жлеба. Пошто је вол уведен у кућу, погача му се стављала на рог, а на вола се бацало нешто жита. Трзајући главу, вол би бацио погачу; павши, векна би се по жљебовима разбила на четири дела. Комади су покупљени и распоређени међу члановима породице. Овај обичај је сачуван до 1950-их чак иу неким муслиманским породицама у региону. Етнолози сматрају да је животињски полажајник древнији од људског.

### Јака вода
Девојка или жена одлазе рано ујутру до извора воде, као што је бунар, извор или поток. Након што поред воде стави клас кукуруза и гомилу босиљка које је донела од куће, она сакупи воду кофом и однесе је својој породици. Ова вода сакупљена у рано божићно јутро назива се јака вода и верује се да поседује посебну благотворну моћ. Сваки члан породице њиме умива лице, и пије пре доручка; у њој се купају одојчад. На повратку кући, девојчица која носи јаку воду убере неколико гранчица дрена или врбе, којима се тог јутра деца лагано ударају. Ово је намењено јачању њиховог здравља.

### Божићна вечера

#### Чесница
Неизоставан део божићне вечере је чесница, погача. Припрема овог хлеба може бити праћена разним правилима и ритуалима. Тесто за њега се понекад припрема са јаком водом. Распрострањен обичај је да се у тесто стави новчић; регионално се могу убацити мали предмети од дреновог дрвета, који представљају кокошке, волове, краве, свиње, пчеле, итд.
У Војводини се прави другачија, слатка варијанта чесница, од ораха, меда и посебног панирања.
Поред чеснице, могу се пећи и друге врсте божићних погача, свака са својим именом и наменом у оквиру прославе. Божићни колач је округла погача са христограмом утиснутим дрвеним печатом на горњој површини. За сваког мушког члана породице може се припремити округла погача која се зове ратарица — највећа за главу, а најмања за најмлађег дечака. За сваког женског члана може се испећи плетеница, погача у облику троструке плетенице.

#### Туциндан
На Бадње вече, чланови породице наложе ватру у свом дворишту, а на дугачком ражњу пеку свињу, а понегде и овцу. Цело печено прасе или овца, звана печеница, традиционални је део божићне вечере. Људи који гаје своје свиње, месец-два раније посвете једну за печеницу и хране је квалитетнијом сточном храном. Традиционално се убија на Туциндан, дан пред Бадње вече, ударцем по глави. Тада му је пререзано грло, а крв је сакупљена и помешана са сточном храном. Веровало се да је храњење стоке овом мешавином учинило да она напредује. Име Туциндан је изведено од глагола тући. Печена печеница се може унети у кућу са обредом сличним уношењу бадњака'.

#### Оброк
Божићна вечера је најсвечанији оброк који породица има током године. Око поднева, или још раније, укућани седе за сто. Када глава домаћинства да знак, сви устају. Пали свећу, кади своју породицу и кућу и моли молитву Господњу. Након тога, укућани се љубе у образ говорећи: „Мир Божији међу нама, Христос се роди“. Глава и још један човек из породице држе чесницу између себе, ротирајући је три пута у смеру супротном од казаљке на сату. Чесница се затим пажљиво ломи међу рођацима, тако да свако од њих добије свој део векне. Члан породице у чијем се делу налази новчић сакривен у чесници, наводно ће у наредној години имати изузетну срећу. Главно јело божићне вечере је прасетина печеница. Током вечере, глава домаћинства неколико пута наздрави својој породици уз чашу вина.
После божићне вечере, преосталу храну не треба скидати са стола — односи се само искоришћено посуђе. Храна се покрива белом крпом и једе увече.

### Коледа
Коледа је била обичај да група младића, маскираних и костимираних, иде од куће до куће свог села певајући посебне коледе и изводећи магијске радње које су имале за циљ да призову здравље, богатство и благостање за свако домаћинство. Чланови групе су се звали коледари. Коледа се обављала од празника Светог Игњатија Теофора (пет дана пре Божића) до Богојављења. Овај обичај се најбоље очувао у Горњем Пчињском округу, и у региону око Јужне Мораве у Јабланичком округу, југоисточна Србија. Сматрана паганском и обесхрабрена од стране Српске православне цркве, коледа је престала да се изводи код већине Срба током 19. и 20. века.
Коледари су се припремали неколико дана пре почетка коледе : вежбали су коледе, правили маске и костиме. Маске би се према ликовима које су представљале могле сврстати у три типа: антропоморфне, зооморфне (представљају медведа, краву, јелена, козе, овце, вола, вука, роде итд.) и антропо-зооморфне. Главни материјал од којег су произведени била је кожа. Лице се, међутим, могло направити одвојено од осушене љуске тиквице или комада дрвета, а затим сашити да се сакрије тако да маска покрије сву главу. Бркови, брада и обрве прављени су од црне вуне, коњске длаке или влакана конопље, а зуби од пасуља. Зооморфне и антропо-зооморфне маске могу имати беле, црно или црвено обојене рогове причвршћене за њих. Костими су били припремљени од похабане одеће, овчијих кожа са вуном окренутом напоље и телећих кожа. На полеђини им је понекад био причвршћен воловски реп са звоном причвршћеним на крају.
Вођа групе се звао деда. Остали коледари су се уочи коледе окупили код њега у кући, а у поноћ су сви изашли и започели своје активности. Шетајући улицама села викали су и галамили својим звонима и чегртаљком. Већина је била наоружана сабљама или батинама. Једна од њих, звана Невеста, била је маскирана и костимирана као трудница. Коледари су се задиркивали и шалили са Невестом, што је коледи дало комичну ноту. Неки од њих су се звали алосници, људи опседнути демоном ала. У групи су могли бити и други именовани ликови.
Коледари су певали посебне песме, у којима је у средини и на крају сваког стиха уметнута реч коледо, вокатив коледа. Вук Стефановић Караџић је у 19. веку забележио стихове низа коледа, међу којима је и следећа, коју су коледари певали улазећи у кућу:
| Добар вече, коледо, домаћине, коледо!Затекосмо где вечера,на трпези вино пије,твој говедар код говеда. Краве ти се истелиле,све волове витороге;кобиле се иждребиле,све коњице путоноге;овце ти се изјагњиле,све овчице свилоруне. Чобанин се наслониона гранчицу ораову. Туд пролази млада мама,да поткине ту гранчицу. Проговара чобанине „Девојчице, бело лице,ко ти реза борну сукњу,у скутови разбориту,у појасу сабориту?“ „Имам брата баш-терзију,те ми реза борну сукњу,у скутови разбориту, у појасу сабориту.“ |

У следећој песми, коју је такође забележио Вук Стефановић Караџић, бадњак и Божић се помињу као мушке личности. Направљена је опозиција између првих, описаних као стари, и других, описаних као младих. Коледари је отпевао старешини у чији дом су дошли:
| Домаћине, коледо, господине, коледо!Застасмо те за вечером,где вечеру ти вечераш,белим грлом вино пијеш,и очима бисер бројиш,и рукама гајтан плетеш. Додај нама крај гајтана,на чем ћемо Бога молитза старога — за бадњака,за младога — за Божића. |

Поред певања, коледари су отерали и демоне из домаћинства. Прво су претражили кућу да открију где се крију демони. Гледали су свуда, истовремено вичући, играјући, скачући, куцајући штаповима по поду и зидовима, и задиркујући Невесту. Када су нашли демоне, истерали су их из скровишта, и борили се са њима машући сабљама и тољагама. Након што су демони отерани, коледари су кратко заиграли коло, а затим благословили укућане. За награду су добили векну хлеба коју је породица припремила посебно за њих и друге поклоне од хране.

### Вертеп
На Бадње вече и дан, група дечака обучених у шарене ношње иде од куће до куће свог села носећи вертеп — носиљку направљену као дрвени модел куће или цркве. Назив вертеп потиче од црквенословенског вертепъ („пећина“), који се односи на пећину у којој су биле јасле у које је положен новорођени Исус Христос. У носиљци су две лутке: једна представља Богородицу, а друга, положена у модел јасла, представља дете Христа; под се простире сламом. Овај обичај се зове вертеп, а момци који учествују у њему су вертепаши. Испред сваке куће певају божићне песме, рецитују песме које славе рођење Христово. Слично коледарима, вертепаши су наоружани дрвеним мачевима и међусобно ограђени испред кућа. Вертеп би се могао сматрати христијанизованим обликом коледе. Овај обичај је углавном присутан код војвођанских Срба.

### Други и трећи дан Божића
Божић се слави три дана. Другог дана Божића комшије се посећују. Трећег дана из куће се износи божићна слама. Од њега се праве мали завежљаји, који се каче на воћке да би им плод био бољи. Већи сноп може се чувати на сувом месту: спаљиваће се на Ђурђевдан, као заштита њива од града. Други сноп се односи преко најближег потока — симболично елиминисање свих штеточина које могу бити присутне у кући. Од остатка дебље стране бадњака људи праве крстове и забадају их под стрехе, на њиве, ливаде, винограде и пчелињаке. Верује се да ће то помоћи да следећа година буде срећна и плодна. Добар знак да ће тако бити је када на Бадњи дан буде много снега.
Трећи дан Божића поклапа се са Стевањданом, који је слава многих српских породица. На овај начин многи Срби у року од три дана прослављају два значајна празника, Божић и славу.

## Дванаест дана Божића
Током дванаест дана Божића (од 7. јануара до 18. јануара по грегоријанском календару) треба поздравити другу особу са „Христос се роди“, на шта треба одговорити са „Ваистину се роди“.
14. јануар по грегоријанском календару одговара 1. јануару, дану Нове године, по јулијанском календару; овај празник се назива и Мали Божић. Део овог оброка може се састојати од малих округлих векни направљених од кукурузног брашна и кајмака. Хлебови су названи василица по Светом Василију Великом, јер је 1. јануар и празник овог светитеља. Њушка исечена са главе печенице могла је да се употреби у љубавној магији. Када би девојка кришом погледала кроз њушку дечака којег је желела, а који је није заинтересован за њу, он би наводно полудео за њом.
На дан уочи Малог Божића, посебно у југоисточној Србији, група младића неожењених мушкараца прошла је улицама свог села и заглушујућом буком терала демоне. Сировари, како су се ови људи звали, викну што јаче две речи: „Сирово бурово!“ праћена буком коју стварају звона, чегртаљке и потковице нанизане на конопац. Групу је чинило седам, девет или једанаест чланова; говорило се да ако постоји паран број сировара, један од њих ће умријети за годину дана. Крећући се кроз село, покушавали су да онемогуће да их било ко преброји. Стално су мењали положаје у групи, скривали се и одједном се поново појављивали. Сељани су их радо примали у своје домове и частили их храном и пићем.
Крајем 19. века у севернодалматинској Буковици забележен је следећи обичај. Рано ујутру на мали Божић, деца из породице прострла су божићну сламу из своје куће око кладе у центру гумна свог села. Употреба овог колца била је да се за њега привеже коњ; животиња је затим терана около да млати жито газећи копитима. Домаћица је испекла велики округли бесквасни хлеб са рупом у средини, исписаним круговима, крстовима, кукама и другим симболима на површини. Хлеб је однесен на гумно, и причвршћен око колца. Најстарији човек у породици хватао би колац десном руком изнад погаче. Левом руком је држао десну следећег најстаријег човека, и тако даље до најмлађег дечака који је могао мирно да хода. Држећи се за руке на овај начин, три пута би трчали око стуба. За време трчања углас би што гласније викали „Ајд ајде, коба моја!“ — осим човека који је држао колац, који би викнуо „Де! Де! Де!“ Шупљу погачу су потом носили кући и стављали крај огњишта поред остатка бадњака. Домаћица би их „хранила сточном храном“, односно спремала им оброк, који се састојао од ђевенице (врсте сушене кобасице), прасећег печења и шупље погаче, уз ракију за одрасле. Након што би јели, враћали би се на гумно и понављали цео обред, само овај пут без погаче. На крају би скупљали божићну сламу са гумна; стављан је у кокошија гнезда да би се спречило да полажу јаја ван гнезда. Овај обичај се сматрао посебно радосним за децу.
Последњи од дванаест дана Божића, 18. јануар (5. јануар по јулијанском календару), је предвечерје Богојављења. Његов народни назив је Крстовдан. Ово је дан строгог поста; одрасли не би требало да једу скоро ништа. Веровало се да су се на Крстовдан укрштали северни, јужни, источни и западни ветрови. Ветар који је надјачао остала три, биће доминантан следеће године.
Овај дванаестодневни период некада се називао некрштеним данима, током којих су демонске силе свих врста сматране више него обично активним и опасним. Људи су били опрезни да не привуку њихову пажњу и нису излазили касно у ноћ. Ова последња мера предострожности била је посебно због демона званих караконџуле, замишљаних као тешка, здепаста и ружна створења. Када би караконџула у ноћи некрштеног дана нашао некога напољу, скочио би му на леђа и натерао га да га носи где је хтео. Ово мучење би се завршило тек када би петлови најавили зору; у том тренутку би створење ослободило своју жртву и побегло.

## Поклони
Даривање на Божић није српска традиција — поклони се дају у три недеље пре Божића. Ова три празника зову се Детињци или Ђетињци, Материце и Оци. Деца дарују на Детињцима, удате жене на Материце, а ожењени мушкарци на Оци. Најбоље поклоне размењују родитељи и њихова деца.
Поклони се дају у виду откупнине. У Детињцима, одрасли каишем, ужетом или марамом везују своју и комшијски децу, везујући им ноге. Деца су за овај догађај већ припремила поклоне којима „плаћају откуп“ и одвезују се. Ујутру Материце деца изненада везују своју мајку, која као изненађена пита зашто је везана. Деца јој тада желе срећну Материце, а она плаћа откуп припремљеним поклонима. То могу учинити и са удатим женама из свог комшилука. Мајке на овај дан припремају породичну гозбу. Ујутру на Оци, у недељу непосредно пред Бадњи дан, деца везују оца. Од ова три празника, Материце је најсвечанија. Вреди напоменути да већина српског становништва, међутим, не поштује традицију „Детињаца, Материце и Оци“, а ако је у питању поклањање, оно се обично одвија на Бадње вече. То се углавном дешава у Војводини, јер се покрајина може похвалити значајном протестантском и католичком популацијом, што је довело до извесног преплитања обичаја. Цркве у малим сеоским селима обично ће локалној деци дати поклоне пре Божића.